# Реймген, Александр Георгиевич
Реймген, Александр Георгиевич (18 ноября 1916—1991) — немецкий советский писатель, поэт и драматург.

## Биография
Александр Реймген родился в селе Бютень Бютеньской волости Перекопского уезда Таврической губернии (ныне Красногвардейский район Крыма) 18 ноября 1916 года. Образование получил в Феодосийском педагогическом техникуме. Работал учителем. С началом Великой Отечественной войны был депортирован в Казахстан. В ссылке он сначала был строителем, затем стал бригадиром, потом мастером. Позже работал художником-оформителем в Южном Казахстане.
Первые произведения Реймгена были опубликованы в 1937 году. Его пьеса «Первые» стала первой постановкой Немецкого драмтеатра в Темиртау. Перу Реймгена принадлежат роман «Вкус земли»; сборник стихов «Светлые дни»; сборники прозы «Рядом с тобой друзья» (Freunde neben dir), «…и ни шагу назад!» (…und keinen Schritt zurück), «Последняя рана», «Солёные тропы», «Близкие дали». Уже после смерти Александра Георгиевича были опубликованы его мемуары («Вехи жизни»). Главные темы произведений Реймгена — жизнь российских немцев, интернационализм, труд.